# Persischer Marsch
Persischer Marsch (Marche persane) est une marche de Johann Strauss II (op. 289). L'œuvre est créée à Pavlovsk le 11 juillet 1864.

## Histoire
La marche est composée à l'été 1864 lors du voyage annuel du compositeur en Russie. Le compositeur utilise une mélodie persane dans le trio et dédie la marche au persan Shah Nāser ad-Din Schāh. En retour, il reçoit une commande perse. En Russie, la Marche est l’œuvre de Strauss la plus populaire de la représentation lors de l'invitation de 1864. A Vienne, le succès vient plutôt timidement. Aujourd'hui, la marche fait partie des pièces de Johann Strauss II qui sont souvent jouées.

## Durée
Sa durée d'exécution est de 1 minute et 52 secondes. Elle peut varier quelque peu selon l'interprétation musicale du chef d'orchestre. 

## Postérité
La pièce est jouée lors du célèbre concert du nouvel an à Vienne : en 1946 (Josef Krips) ; 1955, 1961 et 1977 (Willi Boskovsky) ; 1992 (Carlos Kleiber) ; 2000 (Riccardo Mutti) ; 2012 (Mariss Jansons) ; 2022 (Daniel Barenboim).